# Database administrator
Een database administrator (DBA) is iemand die informatie structureert, opslaat en toegankelijk maakt met behulp van gespecialiseerde databasesoftware. De rol van een DBA omvat onder andere capaciteitsplanning, databaseontwerp, installatie van databasesoftware, datamigratie, prestatieoptimalisatie, databasebeveiliging en databasebackup en -herstel.

## Bekwaamheden
De lijst van bekwaamheden om zich een database administrator te mogen noemen, zijn;
- communicatief vaardig;
- kennis van de theorieën van de database;
- in staat zijn een relationele database te ontwerpen tot in de derde normaalvorm volgens de theorieën van Edgar F. Codd;
- kennis van de databasemanagementsystemen zelf, bijvoorbeeld Microsoft SQL Server, Oracle Database, MySQL, IBM DB2, etc.;
- kennis van de databaseprogrammeertaal SQL;
- algemene kennis van distributed computing, bijvoorbeeld het client-servermodel;
- algemene kennis van besturingssystemen, bijvoorbeeld Windows, Unix of Linuxdistributies;
- algemene kennis van SAN en LAN;
- algemene kennis van onderhoud, herstel en databaseredundantie.

Database administrators hebben doorgaans een academische graad gerelateerd aan de informatietechnologie en/of bedrijfskunde, bij voorkeur aangevuld met ruime werkervaring en een of meerdere specialistische certificaten.

### Certificering
Voor de (aspirant) DBA is er een ruime keus aan certificeringen beschikbaar. Veel van deze certificeringen worden aangeboden door de databasefabrikanten zelf. Met het doorlopen van een aantal theoretische en praktische tests kan men een certificering verwerven waaronder;
- IBM Certified Database Administrator - DB2;
- IBM Certified Advanced Database Administrator - DB2;
- Oracle Database Administrator Certified Professional;
- Oracle MySQL Database Administrator Certified Professional;
- Microsoft Certified Database Administrator (MCDBA)[2]

## Plichten en verantwoordelijkheden
De plichten en verantwoordelijkheden van een DBA omvatten o.a.;
- installatie van de databaseserver en database gerelateerde editors, query- en rapportagesoftware;
- het plannen van initiële benodigde opslagruimte voor nu en in de toekomst, ten bate van zowel het databasemanagementsysteem als de data zelf;
- het modificeren van de databasestructuur naar de eisen en wensen van de applicatieontwikkelaar(s);
- aanmaken van gebruikers en bijbehorende autorisaties;
- zeker stellen dat de licentieovereenkomsten met de databasefabrikant worden nageleefd;
- inrichting van de bewakingsmechanismen ter controle van de gebruikers die toegang hebben tot de database;
- inrichting van de meetmechanismen ter controle van de prestaties van de database;
- beschrijven van de veiligheidskopie en herstelprocedures van de database alsmede de inrichting en het testen van de benodigde technologieën die dit mogelijk maken;
- aantonen dat de verwachte herstelpuntdoelstelling (RPO) en de verwachte hersteltijddoelstelling (RTO) kunnen worden waargemaakt;
- onderhouden van gearchiveerde data;
- het contractueel vastleggen van de technische ondersteuning door de leverancier;
- het op verzoek uitdraaien van diverse specialistische rapportages en overzichten die niet door de databaseapplicatie kunnen worden gegenereerd.